# RELAX NG
RELAX NG (REgular LAnguage for XML Next Generation) — один из языков описания структуры XML-документа. Являясь сама по себе XML-документом, схема в этом формате может быть записана с использованием альтернативного, более компактного синтаксиса. В сравнении с другими языками схем RELAX NG относительно прост.
RELAX NG был разработан в OASIS и впервые опубликован в  2003.
Файлы, содержащие схемы RELAX NG, обычно имеют расширение ".rng", а в компактном синтаксисе — ".rnc".

## Пример схемы
Приведённый пример — упрощённый XML, представляющий книгу: книга состоит из одной или более страниц и каждая страница содержит только текст:
```
<book>

  
<page>
Страница
 
первая.
</page>

  
<page>
Страница
 
вторая.
</page>

</book>

```

### Синтаксис XML
Схема в формате RELAX NG может быть записана иерархической структурой, начиная с корневого элемента, который содержит дальнейшие определения элементов, которые, в свою очередь, тоже могут содержать вложенные определения. Схема в этом стиле для приведённой выше разметки записывается следующим образом:
```
<element
 
name=
"book"
 
xmlns=
"http://relaxng.org/ns/structure/1.0"
>

   
<oneOrMore>

      
<element
 
name=
"page"
>

         
<text/>

      
</element>

   
</oneOrMore>

</element>

```

Вложенная структура может очень сильно разрастаться, и с её помощью невозможно описать рекурсивные элементы. Этот недостаток преодолевается с помощью именованных паттернов, которые располагаются в схеме отдельно:
```
<grammar
 
xmlns=
"http://relaxng.org/ns/structure/1.0"
>

   
<start>

      
<element
 
name=
"book"
>

         
<oneOrMore>

            
<ref
 
name=
"page"
/>

         
</oneOrMore>

      
</element>

   
</start>

   
<define
 
name=
"page"
>

      
<element
 
name=
"page"
>

         
<text/>

      
</element>

   
</define>

</grammar>

```

### Компактный синтаксис
Компактный синтаксис RELAX NG — это не-XML формат, основанный на расширенной форме Бэкуса — Наура и регулярных выражениях, спроектированный таким образом, что он может быть однозначно транслирован в и из XML. Он также напоминает синтаксис DTD. В компактной форме вышеприведённая схема выглядит следующим образом:
```
element book
{
    element page { text }+
}

```

Или, с именованными паттернами:
```
start = element book { page+ }
page = element page { text }

```

## Сравнение с другими схемами XML
На данный момент RELAX NG, разработанный примерно в то же самое время, что и XML Schema, обладает довольно широкой поддержкой в XML-редакторах и парсерах. RELAX NG используется как первичная схема для некоторых документо-центрических языков разметки, таких как DocBook и OpenDocument.
RELAX NG, как и XML Schema, поддерживает много возможностей: типизация данных, регулярные выражения, пространства имен и возможность ссылаться на сложные определения.